# Elba Ramalho
Elba Maria Nunes Ramalho OMC (Conceição, 17 de agosto de 1951) é uma cantora, compositora, multi-instrumentista e atriz brasileira. Sua primeira experiência musical veio em 1968, tocando bateria no conjunto feminino "As Brasas". Posteriormente, o grupo se transformou de musical para teatral. Contudo, Elba continuou a cantar e a participar de festivais pelo Nordeste brasileiro. Em 1979, lançou seu primeiro álbum, "Ave de Prata", e desde então consolidou-se como uma das principais cantoras brasileiras em atividade. Pelo lado paterno, é prima legítima do também cantor Zé Ramalho.
Possui dois Grammy Latino pelos álbuns: Qual o Assunto Que Mais Lhe Interessa?, lançado em 2008 e Balaio de Amor, 2009, na categoria Melhor Álbum de Raízes Brasileiras: Regional e Tropical. Em mais de 35 anos de carreira, Elba Ramalho vendeu mais de 10 milhões de discos. Recebeu da Associação de Críticos de Arte de São Paulo prêmio de "Melhor Show do Ano", em duas ocasiões: em 1989 pelo show Popular Brasileira e em 1996 pelo show Leão do Norte.
É presidente de honra da ONG antiaborto Defesa da Vida e da Família, também conhecida como Rede Colaborativa Brasil, que atua para impedir o direito ao aborto legal e defende a continuidade da gestação em crianças e adolescentes que foram vítimas de estupro. De acordo com Elba, ela é presidente de honra de várias organizações, mas "não participa da gestão delas".

## Biografia
Elba Ramalho nasceu na zona rural de Conceição, no Vale do Piancó. Em 1962, a família se mudou para a cidade de Campina Grande, também na Paraíba. O pai se tornou proprietário do teatro local. Filha de músico, passou a se interessar por música ainda na adolescência.
Em 1966, participou, pela primeira vez, de uma apresentação no palco, no Coral da Fundação Artística e Cultural Manuel Bandeira, do qual fazia parte, com "Evocação do Recife". Os Corais Falados Manuel Bandeira e Cecília Meireles ganharam fama e passaram a ser vistos por todo o Nordeste, e Elba que fez a primeira apresentação nos palcos juntamente com eles, logo se tornou o destaque nas apresentações. Protagonizou as montagens poéticas de Castro Alves, Thiago de Mello, Lindolfo Bell, Carlos Pena Filho e Figueiredo Agra. Participou das montagens das peças "Ministro do Supremo" e "Diálogo das Carmelitas".
Em 1968, enquanto cursava a faculdade de Economia e Sociologia na Universidade Federal da Paraíba, formou o conjunto As Brasas, no qual atuou como baterista, que posteriormente se transformou em grupo teatral. Elba, contudo, não deixou de cantar e se apresentaria em diversos festivais pelo Nordeste.
Apesar de toda sua vida ligada à cultura e à arte, com atitudes de vanguarda, hoje Elba se define uma mulher conservadora, ao ponto de apoiar a candidatura de Jair Messias Bolsonaro à Presidência. Elba se envolveria em outras polêmicas, uma delas durante a pandemia de COVID-19, ao afirmar em vídeo que o vírus teria sido criado em laboratório por "comunistas na China" no intuito de matar de cristãos e conservadores. Essas afirmações a tornaram alvo de repreensão por parte de outros artistas, como os atores Paulo Betti e Tuca Andrada, o que levaram a cantora a pedir desculpas publicamente. Posteriormente, Elba foi novamente criticada por colegas, como o ator José de Abreu e a cantora Daniela Mercury, após ser convidada para integrar a equipe "Pátria Voluntária", presidida pela então primeira-dama Michelle Bolsonaro; a cantora baiana rompeu anos de amizade com a paraibana por causa do episódio. Mais recentemente, durante uma live, a cantora afirmou que o PT (do então candidato Lula) estaria fazendo "rituais satânicos" para vencer as eleições, e que a campanha eleitoral era uma demonstração clara de "guerra espiritual".
Em 27 de junho, Elba interrompeu o show que fazia na Bahia para repreender a plateia, que entoava o "Fora Bolsonaro!", afirmando que aquele momento não era de comício, mas um "show festivo"; não adiantou, pois o público, em vez de se calar, levantou mais a voz. No Rock in Rio a cantora chegou a ser vaiada ao ignorar as manifestações que ocorriam durante sua apresentação.
Contra o aborto, a cantora Elba afirmou que o PT negociava com as grandes empresas, como a Ford, a morte dos fetos, afirmando ser "perseguida" pelo partido e pelo movimento feminista, gerando críticas entre as feministas intelectuais, como Lola Aronovich, que qualificou a fala de Elba como "irresponsável".

## Carreira

### Década de 1970
Em 1974, Elba, decidida a procurar melhores oportunidades profissionais, mudou-se para a região sudeste do país, mas precisamente para a cidade do Rio de Janeiro, cidade onde vive até hoje, para ter mais destaque na carreira, a pedido de Roberto Santana, produtor de Chico Buarque e Caetano Veloso, chegando ao Rio com o grupo Quinteto Violado, para apresentar como crooner durante uma temporada na cidade. No mesmo ano, participou da peça Viva o Cordão Encarnado, em parceria com o grupo teatral Chegança, de Luís Mendonça, sendo aclamada pela crítica por conta da hiperatividade no palco, o que se tornaria a principal característica.
Negou-se a voltar para o Nordeste, onde abandonou o curso universitário e, na capital fluminense, se estabeleceu como atriz teatral, sempre interpretando papéis ligados à música. Sem qualquer apoio ou recurso financeiro, passou a frequentar o Baixo Leblon, onde conheceu artistas como Alceu Valença e Carlos Vereza. Em 1977, atuou no filme Morte e Vida Severina, inspirado na obra homônima do autor pernambucano João Cabral de Melo Neto. No ano seguinte pertenceu ao elenco da peça de Chico Buarque, Ópera do Malandro, dirigida por Luís Antônio Martinês Correia, na qual interpretou a prostituta Lúcia. Ainda enquanto atriz, foi vencedora de um prêmio pela interpretação da canção O meu amor, com a atriz Marieta Severo.
A peça Ópera do Malandro foi lançada numa época em que a poética de Chico Buarque estava "afiadíssima". Elba Ramalho foi presença de grande destaque, o que impulsionou a carreira de atriz e cantora. Diante disso, Chico Buarque inseriu uma gravação O Meu Amor, interpretada por Elba e pela então esposa Marieta Severo, para o disco autointitulado, lançado em 1978, e também no álbum duplo da peça, lançado no ano seguinte. A canção foi um grande sucesso, e por isso mesmo, mereceu também um dueto das cantoras Alcione e Maria Bethânia no antológico álbum Álibi, da última, lançado naquele mesmo ano de 1978.

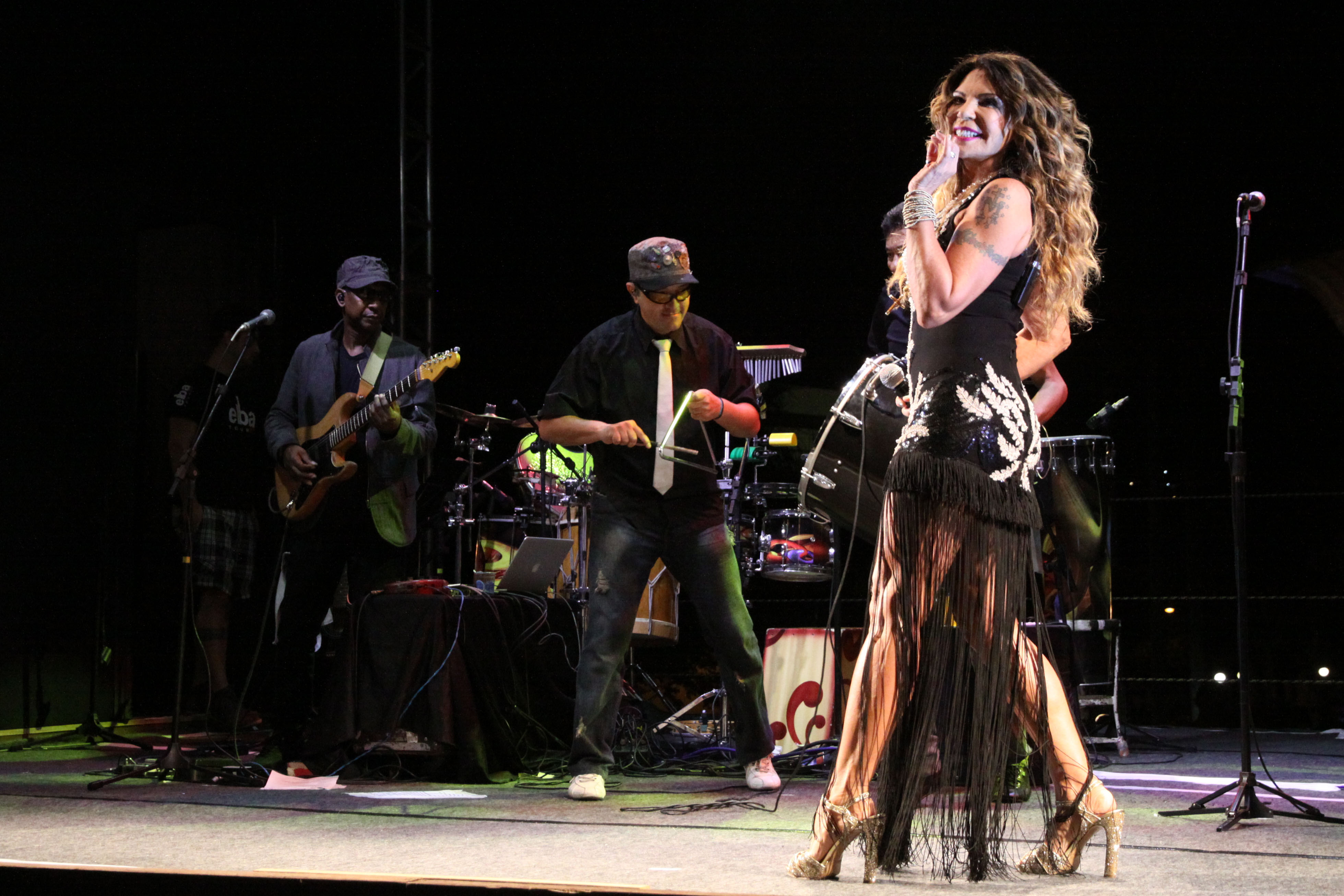
Encerramento do "Festival Vale do Café 10 anos" com Elba Ramalho em Vassouras

Elba investiu na carreira de cantora e gravou o primeiro álbum, lançado pela extinta CBS (atualmente Sony Music) — numa época em que a gravadora investiu muito em artistas nordestinos, em 1979, intitulado Ave de Prata, com destaque para a faixa-título e as canções Canta coração e Não sonho mais, esta última composta por Chico Buarque para a trilha sonora do filme A República dos Assassinos. O trabalho contou com diversas participações especiais de músicos e compositores consagrados, casos de Dominguinhos, Zé Ramalho, Geraldo Azevedo, Novelli, Vinícius Cantuária, Sivuca, Robertinho de Recife, Nivaldo Ornelas e Jackson do Pandeiro — parcerias que perduram até os dias atuais.

### Anos 80
A partir de então, o sucesso apareceu de forma gradual, embora ela própria considere que o teatro esteja presente em todos os espetáculos, sendo o grande responsável pela força cênica peculiar. As apresentações também obtiveram relevante sucesso em teatros internacionais, como o Olympia de Paris, o Blue Note de Nova Iorque, o Brixton Academy, de Londres e o Festival de Montreux, na Suíça. O repertório se manteve eclético durante todo esse tempo, trazendo canções típicas do nordeste brasileiro, baladas românticas, rocks, sambas e até o blues norte-americano.
Em 1980 gravou o segundo LP, Capim do vale, que trouxe canções de compositores nordestinos antigos e contemporâneos, apresentando um repertório regional, com destaque para a faixa-título e as canções Banquete dos signos, Porto da saudade, Caldeirão dos mitos e Veja (Margarida), e fez a primeira turnê internacional, na África. No ano seguinte, lançou o disco Elba, o último para a gravadora CBS, com arranjos de Miguel Cidras e José Américo Bastos, que não obteve maior repercussão; destaque para as canções Temporal e Cajuína, e duas faixas somente de voz e violão — O pedido e Eu queria. No mesmo ano, em 4 de julho, apresentou-se no Festival de Montreux, na já tradicional noite brasileira. O show foi gravado e, em seguida, trechos da apresentação foram incluídos no álbum coletivo Brazil Night Montreux 81, (que também tinha trechos dos shows dos cantores Toquinho e Moraes Moreira). Lançado pela gravadora Ariola, contém as músicas Baião, Tudo azul e a primeira gravação — ao vivo — de Bate coração, xote que a colocou definitivamente em evidência. Por não ser um disco de carreira e devido ao grande sucesso, Elba regravou a música em estúdio e a incluiu no trabalho do ano seguinte.

### O primeiro time da MPB
Em 1982 transferiu-se para a extinta gravadora Ariola/Barclay (atualmente Universal Music), marcando o início da fase de maior popularidade na carreira, disputando a parada de sucessos daquele ano com outras cantoras como Gal Costa, Simone, Rita Lee, Beth Carvalho, Baby Consuelo, Amelinha e Clara Nunes. O trabalho que marca a estreia nessa gravadora — Alegria, produzido por Aramis Barros com direção artística de Mazzola —, vendeu mais de 300 mil cópias, lhe rendendo o primeiro disco de ouro, emplacando nas paradas de sucesso os forrós Bate coração, Amor com café (ambos de Cecéu) e No som da sanfona, de autoria de Jackson do Pandeiro, que também tocou pandeiro na faixa e viria a falecer em 10 de julho daquele ano; também se apresentou na Suíça, Portugal, Israel e ainda participou da série Grandes Nomes (TV Globo), ao lado de Alceu Valença. Sobre a escolha de Bate coração, lançada por Marinês no ano anterior, Elba comenta: Um primo meu, médico, o Ari Viana, pesquisava muito as músicas da Marinês, que era meu ídolo, e me mandava para eu ouvir. Numa dessas, esbarrei com o Bate coração e resolvi cantar.
O álbum também trouxe arranjos do maestro José Américo Bastos e canções de Lula Queiroga (Essa alegria — Caboclinhos), Alceu Valença (Chego já), Vital Farias (Sete cantigas para voar, com arranjo e violão do próprio) e Geraldo Azevedo (Menina do lírio, gravada em dueto com o autor). A partir deste álbum, que lhe garantiu seus primeiros discos de ouro e platina, o sotaque estava menos carregado, ao contrário dos três primeiros discos. Em seguida, houve o espetáculo homônimo, o primeiro que foi muito elogiado pela imprensa, pois rompeu com a estética do rústico e do sombrio que norteava as apresentações de muitos de seus conterrâneos na música brasileira; neste, já havia um cenário de figurinos exuberantes, combinações de luzes e cores e o clima festivo das ruas nordestinas. Sobre o espetáculo, Elba declarou: Mostro meu lado teatral desde o meu primeiro show, Ave de prata, mas o Alegria foi a afirmação disso. Foi meu primeiro espetáculo muito elogiado pela imprensa. Trata-se também de um show com efeitos teatrais, com Elba interpretando personagens que havia feito anos antes em peças de teatro, como Mateus e Catarina. No repertório deste, destaque para a canção Deixa escorrer, de Caetano Veloso sobre poema de Mayawowski, que a censura vetara a inclusão no LP.
Em 1983 lança o elogiadíssimo álbum Coração Brasileiro, que contou com a produção de Mazzola e arranjos de Lincoln Olivetti (Banho de cheiro e Vida e carnaval), Luiz Avellar (Toque de fole e Batida de trem), César Camargo Mariano (Ave cigana, Canção da despedida e A volta dos trovões), Francis Hime (Se eu fosse o teu patrão), o grupo A Cor do Som (Chororô), Severo (Roendo unha) e Zé Américo (Ai que saudade d'ocê).
Os maiores êxitos do repertório foram as canções: Banho de cheiro (frevo de Carlos Fernando e faixa de abertura do álbum), o xaxado Toque de fole (Bastinho Calixto e Ana Paula) — primeira faixa a estourar nas rádios —, a toada Canção da despedida (parceria bissexta de Geraldo Azevedo e Geraldo Vandré, censurada durante a ditadura militar) e o xote Ai que saudade d'ocê (Vital Farias). O disco contou com as participações especiais de Chico Buarque, os grupos Céu da Boca e Roupa Nova, e o guitarrista Robertinho de Recife nas faixas Se eu fosse o teu patrão — composta por Chico para a peça A Ópera do Malandro —, A volta dos trovões (Bráulio Tavares e Fuba) e Vida e carnaval (Moraes Moreira e Aroldo), respectivamente. Na faixa Toque de fole inclusive, contou com a participação especial dos sanfoneiros Sivuca, Severo e Zé Américo. A faixa-título, de autoria do mineiro Celso Adolfo, aparecia apenas como uma vinheta de 15 segundos; apesar de constar no encarte com a letra completa, somente os primeiros versos eram cantados, à capela: No meu coração brasileiro / Plantei um terreiro / Colhi um caminho / Armei arapuca / Fui pra tocaia / Fui guerrear.
O trabalho consagrou definitivamente a cantora e conquistou discos de ouro e platina, e originou o espetáculo homônimo aclamado pela crítica especializada, realizado na casa carioca de espetáculos Canecão, bateu pela primeira vez os recordes de público ali registrados nos shows de Roberto Carlos; foram 97 mil pessoas em dez semanas, traduzidas em 44 apresentações, com ingressos esgotados duas semanas antes do término da temporada. Elba foi capa da Veja na edição de 30 de novembro, sendo considerada pela revista a maior estrela da música brasileira em 1983, cuja manchete de capa era O brilho da estrela, que dizia: Depois do sucesso no Canecão e da semana de seu especial na TV Globo, Elba Ramalho se reafirma como figura única no mundo do espetáculo. A cantora foi também tema do especial de fim de ano da Rede Globo, exibido na sexta-feira, 2 de dezembro de 1983.
Em relação às fotos teatrais da contracapa, foi uma ideia do diretor Naum Alves de Souza, de rebobinar personagens que Elba havia interpretado em espetáculos ao longo da carreira; o anjinho e o leque da capa, presentes da amiga Marieta Severo, que por sinal lhe apresentou ao diretor. No ano seguinte, a Polygram alemã decidiu que seria o primeiro trabalho solo de um artista brasileiro a ser lançado internacionalmente em CD - três anos antes de o formato começar a ser comercializado no Brasil com artistas nacionais, por meio da série Personalidade.
Prosseguiu com o álbum Do jeito que a gente gosta (1984), produzido por Mazzola e lançado num momento em que a cantora estava no auge do sucesso. O repertório deste, escolhido a quatro mãos com o produtor, apresentou grande versatilidade de ritmos, com destaque para dois forrós nordestinos, puxados a sanfona e zabumba: a faixa-título (Severo e Jaguar) e Forró do poeirão (Cecéu); da cultura pernambucana, dois frevos — Moreno de ouro (Carlos Fernando e Geraldo Amaral) e Energia (Lula Queiroga) e um maracatu (Toque de amor de João Lira e José Rocha); baladas românticas, como Calmaria (do maestro Zé Américo, com Salgado Maranhão) e Amor eterno (de Tadeu Mathias e Ana Amélia, inspirada em um soneto de Shakespeare), que integrou a trilha sonora da novela global Livre para Voar, de Walther Negrão, uma toada mineira, a faixa de abertura Azedo e mascavo (Celso Adolfo) e, encerrando o disco em tom de protesto, a provocativa Nordeste Independente (Imagine o Brasil) (Bráulio Tavares e Ivanildo Vilanova), gravada ao vivo no espetáculo inspirado no trabalho anterior, e um dos momentos de maior sucesso do espetáculo, mas que não havia entrado no disco Coração brasileiro. Esta canção teve a execução pública proibida à época de lançamento do disco, e o LP foi vendido com um lacre vermelho, escrito que era proibida a radiodifusão dessa música. Elba comenta: Foi um fato que chamou a atenção, pois eu estava no auge e aquilo causou muita notícia e curiosidade do público. Os arranjos ficaram a cargo de José Américo Bastos, César Camargo Mariano (Azedo e mascavo e Amor eterno) e Lincoln Olivetti (nos frevos).
O trabalho seguinte, Fogo na mistura (1985), produzido por Mazzola e o último da fase de maior popularidade da carreira, nasceu num período de efervescência política no Brasil, graças à campanha pelas Diretas Já, processo iniciado no ano anterior, e que atingiu o clímax quando Tancredo Neves foi eleito para presidente no Colégio Eleitoral. Elba se engajou nessa campanha e participou de diversos atos em prol da liberdade política e artística. Isto se reflete em letras politizadas como a da faixa-título e o frevo Pátria amada, a faixa de encerramento, que integrou a trilha sonora do filme homônimo de Tizuka Yamazaki. Sobre essa época, Elba revelou em entrevista a Rodrigo Faour: Tive uma vivência política quando era universitária. Fui presidente do diretório de estudantes, depois vivi bem de perto o final da ditadura, vi 'amigos sumindo assim', como dizem os versos de Gilberto Gil. Em meu trabalho, independente de ideologia — nunca gostei nem de comunistas —, sempre tive uma preocupação em tocar na questão social. Acho importante. Por isso, também participei da campanha das eleições diretas e cheguei a ser amiga de Tancredo Neves.
Depois de uma turnê a Cuba, e influenciada por cantores como Silvio Rodriguez e Pablo Milanés — chegou a fazer a apresentação de um disco que este último lançou naquele mesmo ano em solo brasileiro —, três faixas deste álbum foram gravadas em Miami com arranjos e execução de músicos cubanos residentes ali: a faixa-título, de Tunai e Sérgio Natureza — que aparece na abertura do LP —, mas a temática caribenha apareceu com maior intensidade nas faixas Como se fosse a primavera (Canción) (versão de Chico Buarque para tema de Pablo Milanés com Batista Nicolas Guillen, gravada por Chico no ano anterior) e No caminho de Cuba (Jaime Além, ex maestro da cantora Maria Bethânia, e que à época pertencia à banda de Elba), se revelando também nas temáticas e mesmo no gênero rítmico, com uma acentuada latinidade; ao longo da carreira, Elba voltaria várias vezes à estética musical caribenha — em números dos discos seguintes, como Remexer, Elba e Popular brasileira, e principalmente em 1993 quando gravou o álbum Devora-me totalmente voltado para esta sonoridade.
Além disso, o álbum trouxe um forró (Mexe mexe funga funga, de Severo e Jaguar), primeira faixa de trabalho, samba de pegada pop (Anjo do prazer, de Tadeu Mathias e Jaguar) e fusões rítmicas (Sambaiãozar, de Pinto do Acordeon). Mas também trouxe o maior sucesso da carreira até hoje, a toada romântica De volta pro aconchego (de Dominguinhos e Nando Cordel). A música foi popularizada devido à sua inclusão na trilha da novela global Roque Santeiro de Dias Gomes, censurada havia dez anos e somente liberada em 1985, trazendo no elenco atores veteranos e novatos, contando com uma audiência maciça, e poucas vezes vista na televisão brasileira.
A música chegou às mãos da cantora no ritmo do baião; foi dela a ideia de romantizar o tema, ganhando arranjo de Dori Caymmi. Curiosidade: o cantor e compositor Caetano Veloso homenageou essa interpretação da cantora na música Pra ninguém, gravada por ele em 1997 no álbum Livro, em que homenageia e cita suas interpretações preferidas; quando chega na vez de Elba, é dito: Elba cantando De volta pro aconchego.

### Trabalhos diversos
No ano seguinte, veio o álbum Remexer, o último a ser produzido por Mazzola, simulando uma incursão por novos ritmos e tendências. O arranjo da faixa-título de abertura, de Luiz Caldas e Carlinhos Brown, evoca a lambada que dois anos depois, estouraria no Brasil; o repertório explorou uma variedade de ritmos, sons e os tons agudos, passando por João Bosco (Odilê odilá, com participação especial do próprio, que escreveu a música em parceria com Martinho da Vila), baladas românticas (Sonho de uma noite de verão e Chorando e cantando - esta última, bastante executada no Nordeste, também lhe rendeu um clipe para o programa global Fantástico, juntamente com o ator e cantor Maurício Mattar), o compositor Cazuza (Só se for a dois), forró (Forró temperado e Neném mulher - cujo trecho da gravação foi mostrado no programa Globo Repórter da Rede Globo, onde Elba era tida naquele ano como a cantora mais popular do país), a faixa Boca do balão e dois frevos de encerramento - Caia na real de Carlos Fernando (as duas últimas, com arranjo e teclados de Lincoln Olivetti), e o engajado Sai da frente, de Gonzaguinha, que marca o fim da ditadura militar no Brasil, marcando conquistas políticas e culturais do povo brasileiro. Detalhe curioso: pouco antes do lançamento, a gravadora lançou um single contendo a faixa Boca do balão, com duas versões, uma das quais era remixada - no lado B.
Já o disco Elba (1987) trouxe, dentre outras, as músicas Folia brasileira - forró que rendeu um clipe para o programa global Fantástico -, baladas românticas (Vem ficar comigo, Lembrando você e Corcel na tempestade) e Da mesa para a cama.
O trabalho Fruto de 1988 trouxe a canção dedicada ao filho Luã, nascido no ano anterior (25 de junho), a faixa de encerramento do álbum, de autoria de Maurício Mattar e Geraldo Azevedo, e também a regravação da canção Palavra de mulher - composta por Chico Buarque em 1985 para a peça A Ópera do Malandro, gravada por Elba no disco da peça (1985), sendo outra versão em Fruto de 1988. Entre outras canções, há ainda a Estrela grande (Caetano Veloso) e a faixa de abertura Doida, de Nando Cordel, gravada no estilo da lambada. No álbum Popular brasileira (1989), lançado no primeiro semestre daquele ano, gravou duas canções de Nando Cordel - no caso, o forró Jogo de cintura, a faixa de abertura e a lambada Vê estrelas -, além da faixa-título e a música A roda do tempo. O espetáculo calcado na divulgação deste disco acabou por originar o primeiro álbum ao vivo, Elba ao vivo (gravado no Palace), trazendo os melhores momentos do espetáculo, em meio a turnês pela Europa e EUA, com repertório e arranjos um pouco menos regionais, cujo maior hit pega carona na moda das lambadas, Ouro puro, que foi inserida na trilha sonora da novela Rainha da Sucata de Sílvio de Abreu. A música, que foi bem executada, originou um clipe para o programa Fantástico, juntamente com o dançarino Carlinhos de Jesus na avenida Rio Branco, no Rio de Janeiro. Em fevereiro de 1989, aos 37 anos, fez um ensaio comedido para a revista Playboy.

### Anos 1990
Em 1991 lançou o álbum Felicidade urgente, que contou com a produção de Nelson Motta, arranjos do maestro e pianista Eduardo Souto Neto e as participações especiais de Lulu Santos na faixa Vida, Cláudio Zoli na faixa-título, Djavan em Ventos do norte, Sandra de Sá na música Maré dendê e Oswaldinho do Acordeon na faixa de encerramento - a célebre La vie en rose, gravada originalmente pela cantora francesa Edith Piaf; o trabalho misturou canções inéditas e regravações (Vida, Morena de Angola, Pisa na fulô, É d'Oxum e La vie en rose); no ano seguinte foi a vez de Encanto, produzido pela própria cantora, cujo repertório mostrou um bom equilíbrio entre forrós e canções românticas e contou com a participação especial de Margareth Menezes na faixa Cidadão.
Em 1993 o disco Devora-me simulou uma incursão pela sonoridade latina, tendo sido gravado em Porto Rico e produzido por Glenn Monroig; em entrevistas da época, Elba declarou que apesar de ter nascido em solo brasileiro, Elba tinha a intenção de ampliar sua música para outros públicos na América do Sul. O maior sucesso do álbum foi a faixa de encerramento Coração da gente, tema de abertura da novela da Rede Globo Tropicaliente, de Walther Negrão. A versão internacional deste trabalho trouxe uma faixa-bônus - no caso, a referida faixa Coração da gente vertida para o espanhol, mas trouxe também versões de canções caribenhas (Cora coração, Devora-me outra vez, Força interior e Desesperada). Anteriormente a esse trabalho, no mesmo ano foi lançada a coletânea O Grande Forró de Elba Ramalho, uma seleção de canções pertencentes a discos anteriores da cantora, com duas faixas inéditas: Chegadinho e Eu quero meu amor - esta última também fez parte do repertório de Devora-me e da trilha sonora da novela global Renascer, de Benedito Ruy Barbosa.
O trabalho que marca a saída da gravadora Polygram é Paisagem (1995), cujo maior destaque foi a regravação de Paisagem na janela, que integrou a trilha sonora do remake da novela Irmãos Coragem. Desde então é tida como uma das principais intérpretes da música brasileira, com expressivas vendagens, graças à presença de palco e voz inconfundível. Na festa de São João, realizada anualmente em Campina Grande, a presença de Elba já é tradicional, como o show mais esperado.
Em 1996 lança o elogiado e bem-sucedido CD Leão do Norte, que marcou a estreia na gravadora BMG e vendeu mais de 300 mil cópias, exaltando a cultura nordestina e pernambucana (com a faixa-título de Lenine e Paulo César Pinheiro). O espetáculo homônimo foi dirigido por Jorge Fernando e obteve relevante sucesso no Brasil inteiro, arrematando o prêmio de Melhor show do ano, pela Associação de Críticos de Arte de São Paulo e também originou um VHS contendo os melhores momentos do espetáculo. Naquele mesmo ano, excursiona com o espetáculo O grande encontro, juntamente com Alceu Valença, Zé Ramalho e Geraldo Azevedo. O primeiro disco da trilogia vende mais de um milhão de cópias, trazendo clássicos da MPB e da música nordestina. Ainda em 1996 a cantora foi homenageada pela escola de samba Vizinha Faladeira no carnaval carioca, com o enredo Elba popular brasileira.
Em 1997 chegou às lojas o disco Baioque, composto basicamente de regravações de músicas urbanas de autores nordestinos, como Raul Seixas (S. O. S.), Belchior (Paralelas), Ednardo (Pavão misterioso), Zé Ramalho (Vila do sossego), Caetano Veloso (Os argonautas), Gilberto Gil (Vamos Fugir), Lenine (Relampiano), Alceu Valença (Ciranda da rosa vermelha), dentre outros; assim como o trabalho anterior, este também foi produzido pelo músicos Robertinho do Recife que também foi responsável por alguns arranjos e regência. O espetáculo bisou a parceria com Jorge Fernando e o sucesso do espetáculo baseado no disco anterior e a reedição deste CD trouxe a faixa-bônus Paris, que não constava da versão original. Graças ao sucesso do projeto O grande encontro, foi lançado um segundo volume do álbum, mas desta vez só não contou com a participação de Alceu Valença, além de excursionar pelo Brasil inteiro; o repertório deste trouxe sucessos dos três artistas.
Em 1998 lança o CD Flor da Paraíba, o último da trilogia produzida por Robertinho de Recife, trazendo algumas regravações e canções inéditas de compositores nordestinos, priorizando canções no estilo do forró. O título do álbum é inspirado em uma dedicatória feita, há muitos anos, pelo cantor e compositor Caetano Veloso, quando a cantora acabara de chegar ao Rio de Janeiro para despontar no meio musical.

### Vinte anos
Em 1999, Elba Ramalho comemorou vinte anos de carreira com o álbum duplo Solar, sendo um gravado ao vivo, durante os festejos juninos na Concha Acústica do Teatro Castro Alves, em Salvador, e outro em estúdio, com arranjos do pianista Wagner Tiso (Canção da despedida e Imaculada) e do violoncelista Jaques Morelenbaum (Palavra de mulher). O repertório trouxe regravações dos antigos sucessos entre outros clássicos e canções inéditas.
O disco contou com as participações especiais de Chico Buarque (Não sonho mais, o sucesso inicial), o primo Zé Ramalho (Ave de prata), Lenine (Nó Cego), Nana Caymmi (Imaculada), Geraldo Azevedo (Kukukaya), Margareth Menezes (Quem é muito querido a mim), Dominguinhos (Retrato da vida), Renata Arruda (Sete cantigas para voar) e Alceu Valença (na inédita Trem das ilusões) - todas do primeiro CD, gravado em estúdio; já o segundo CD contou com a participação especial de Gerônimo na faixa É D'Oxum.
O álbum duplo Solar, em agosto de 2000, contabilizava mais de 150 mil cópias vendidas, rendendo à cantora um disco de ouro.
O show de divulgação do álbum Solar, foi lançado em outubro de 1999 no Canecão, no Rio de Janeiro. Já em 2000, teve uma turnê não somente pelo Brasil, tendo passado quase dois meses pela Europa (Itália, Alemanha, Suíça, Portugal e França), bem como fez show em setembro do mesmo ano nos Estados Unidos, retornando novamente à França.

### Grandes encontros

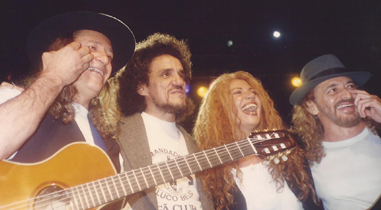
Alceu Valença, Zé Ramalho, Elba Ramalho e Geraldo Azevedo.

Em 2000 a cantora se reencontrou com os parceiros Geraldo Azevedo e Zé Ramalho para gravar o CD e DVD O grande encontro III – Ao vivo, no Rio de Janeiro, e contou com as participações especiais de Lenine, Belchior e Moraes Moreira.
Em seguida, seguiu com Geraldo Azevedo para Los Angeles - EUA, onde gravaram um disco ao vivo, destinado ao mercado norte-americano. No repertório estão músicas que fizeram sucesso na voz dos dois artistas. Retornando ao Brasil, Elba recebeu o convite para participar do evento Rock In Rio III, juntamente com Zé Ramalho. Elba também é a única artista brasileira a participar de todas as edições do Rock In Rio no Brasil.
No ano seguinte, lançou o álbum Cirandeira, contendo forrós, xotes e baiões; o trabalho contou com as participações especiais de Lenine (na faixa-título de abertura), Geraldo Azevedo (nas canções Se eu tivesse asa e Estrela soberana, esta última, além de ser a faixa de encerramento, é também uma homenagem a Nossa Senhora) e Zeca Baleiro (nas músicas Alma nua e Sem ganzá não é coco), e trouxe duas regravações: a clássica Patativa (Vicente Celestino) e a pouco conhecida Forró de Surubim, de Antônio Barros, mas a primeira música de trabalho foi a romântica Entre o céu e o mar, que integrou a trilha sonora da novela Porto dos Milagres, de Aguinaldo Silva.
No álbum Elba canta Luís (2002) homenageou Luís Gonzaga, O Rei do Baião, compositor do qual recebeu grande influência e que já havia gravado canções no trabalhos anteriores. Luís foi o principal nome responsável pela popularização dos gêneros nordestinos no eixo Rio-São Paulo. O álbum, que trouxe canções consagradas e pouco conhecidas do Mestre Lua, contou com as participações especiais de Dominguinhos (Canta Luís), Fubá de Taperoá e Dió de Araújo (Calango da Lacraia) e Zeca Pagodinho (O Xamego da Guiomar), e também originou um espetáculo calcado na divulgação deste, do qual saiu um CD ao vivo e um DVD, ambos gravados no Rio de Janeiro - Elba ao vivo (2003) que também trouxe o clássico Luar do Sertão, de João Pernambuco e Catulo da Paixão Cearense. O trabalho que marca a saída da gravadora BMG é Baião de dois (2005), gravado com Dominguinhos e priorizando canções deste, além de músicas do grupo Falamansa (Chama) e Zezum (Onde está você).
De maneira independente, lançou em 2007 o elogiado CD Qual o assunto que mais lhe interessa? que contou com a produção de Lula, Yuri e Tostão Queiroga. O CD coloca em discussão temas que ocupam os noticiários e questionam a contemporaneidade; dos nordestinos habituais - frevo, boi maranhense, ciranda, xote - ao samba. O álbum lhe valeu o prêmio Grammy Latino em 2008 na categoria regional contemporâneo e inspirou o DVD Raízes e antenas, lançado no mesmo ano, um misto de documentário e registro ao vivo.
O ano de 2009 marca as três décadas de carreira, com o mais recente álbum Balaio de amor, lançado pela gravadora independente Biscoito Fino, cujo repertório é composto por baladas românticas com canções da nova safra de compositores nordestinos. No mesmo ano, os CDs antigos - LPs originais que haviam sido relançados anteriormente em CD - da fase de maior popularidade da carreira, Alegria, Coração brasileiro, Do jeito que a gente gosta e Fogo na mistura (lançados entre 1982 e 1985), que estavam fora de catálogo há muito tempo, voltaram às lojas, com capas, contracapas e encartes originais completos - na reedição anterior ele havia sido suprimido ou reduzido -, letras de todas as músicas, nova remasterização e texto interno com a história do álbum no encarte, redigido pelo jornalista e crítico musical Rodrigo Faour, que também idealizou a coleção. O mesmo aconteceu em 2010 com o álbum Elba (1981), na série Caçadores de música da Sony Music, o único que ainda permanecia inédito no formato digital.

### Polêmica
Em 2001, um jornalista da revista Veja afirmou em uma matéria que Elba tinha dito em um congresso de ufologia em Curitiba que havia sido chipada por extraterrestres. A afirmação rendeu um processo por danos morais contra a revista, mas o veredito anunciado em 2006 não deu ganho à cantora.

### Musicalidade
Em sua versão em CD, o álbum Elba ao Vivo, de 1990, trouxe uma versão editada da canção Doida e duas músicas a mais — no caso, Tango de Nanci (Chico Buarque) e o pot-pourri Nordeste independente / Asa Branca. Isto também ocorreu com os álbuns Encanto (1992), com a faixa-bônus Eu vou te amar, e Paisagem (1995) — este, o último a ter versão em vinil, com uma música a menos, que é Eu quero é botar meu bloco na rua (Forró/frevo). Estas não haviam entrado nos respectivos LP originais por limitação de espaço.
O DVD O Grande Encontro 3 trouxe três músicas a mais em relação à edição em CD; são elas: Barcarola do São Francisco, Canção agalopada e A vida do viajante.
Vida Pessoal
Em 1973, aos vinte e dois anos, Elba foi abandonada grávida por seu primeiro namorado, um rapaz de vinte e três anos. Era a sua primeira gravidez. Elba, que ainda vivia em Campina Grande na época, ficou desesperada, estava com medo da reação dos seus pais em ter uma filha mãe solteira, além de dificuldades financeiras para criar um filho sozinha. Elba então viajou até Recife, a capital de Pernambuco, onde procurou uma clínica clandestina, e lá realizou um aborto, aos dois meses de gestação. A artista escondeu esse assunto de sua família, e só o revelou em 1997 à Revista Veja, onde informou que teve fortes dores e hemorragia durante o procedimento, o que gerou posteriormente sua dificuldade de engravidar e que não tomaria essa atitude novamente, mesmo se não quisesse o filho.
Em 1983 iniciou um namoro com o ator e cantor Maurício Mattar, treze anos mais jovem. Em 1985 casaram-se em uma cerimônia civil. Elba queria engravidar, mas não estava conseguindo. Após dois anos realizando tratamentos hormonais, conseguiu ter um filho, a quem batizou de Luã Ramalho Mattar. Após sofrer algumas hemorragias em sua gravidez, necessitando ficar de repouso, seu filho nasceu prematuro aos 8 meses de gestação, em 24 de junho de 1987, na clínica Santa Clara, em Campina Grande, Paraíba, na noite de Festa de São João, em que Elba cantou para uma multidão de pessoas, junto com Luiz Gonzaga e Dominguinhos. O médico responsável pelo parto normal de Elba foi o Dr. João Figueiredo do Amaral. Após o nascimento de Luã, e o término das festas juninas, Elba foi se apresentar na Europa e depois voltou ao Rio com Maurício e o filho. O casal divorciou-se em 1990, e até hoje mantém uma relação amigável.
Foi casada com o modelo Gaetano Lopes, vinte e cinco anos mais novo, de 1996 a 2008. Eles foram apresentados por um amigo em comum, Sérgio Matos, em 1996, e após dois meses de amizade, se apaixonaram, e terminaram seus outros relacionamentos e foram morar juntos nesse mesmo ano. O casal oficializou a união em uma cerimônia civil em 2003, e em 2008, Elba, por ser bem católica, realizou o sonho de casar-se vestida de noiva, com as bênçãos de um padre: Casaram-se no religioso, na Igreja São Batista, em Trancoso, na Bahia, cidade onde ela possui uma mansão desde 1980, e até hoje faz festas nessa residência, reunindo amigos e familiares. Elba e Gaetano têm duas filhas: Maria Clara, adotada em 2002, e Maria Esperança, adotada em 2007. Elba, apesar de já ter filho biológico, sempre teve o sonho de adotar e também não conseguiu engravidar novamente após o nascimento do filho e sonhava ter uma menina; seu marido Gaetano era estéril, e também queria ser pai. Oito meses após o casamento religioso, Elba e Gaetano divorciaram-se.
Já divorciada de Gaetano, Elba adotou outra menina, Maria Paula, em 2008. Ela já conhecia a família da menina antes de a criança nascer. O processo de adoção foi mais difícil, por estar solteira e já ter adotado outras duas filhas, mas ela conseguiu dar mais uma irmã a suas outras Marias. A artista colocou o nome de Maria em todas as filhas como homenagem a Maria, mãe de Jesus, de quem é muito devota.
Após o divórcio, começou a namorar o sanfoneiro Cezinha, trinta e três anos mais jovem. O relacionamento durou dois anos, terminando em 2010. Logo após o fim do relacionamento, a artista foi diagnosticada com câncer de mama, e após realizar quimioterapia e radioterapia, curou-se em 2012. Em entrevistas revelou que era constantemente agredida por seu ex-namorado Cezinha, que era alcoólatra e muito ciumento, revelando que foi perseguida por ele durante mais de um ano, pois o mesmo não aceitava a separação.
Desde o término de seu namoro, mantêm relacionamentos casuais com homens anônimos e famosos, mas não assumiu nenhum relacionamento sério para a mídia.
Elba Ramalho tornou-se avó de Esmeralda Mezkta Ramalho Mattar em 16 de abril de 2020, filha de Luã, cantor e compositor, com Amanda, modelo. A menina nasceu prematura de oito meses, vinda ao mundo de parto normal, no Rio de Janeiro.
Elba é prima paterna do cantor Zé Ramalho.
Em entrevistas revelou que desde 1990 faz exercícios físicos diariamente, onde tornou-se vegetariana e praticante de ioga e meditação, informando que estas práticas mantêm sua alegria de viver, equilíbrio e beleza.

## Trilhas sonoras de telenovelas
- Ramalho, Elba (1981), «Veio d'água», Terras do Sem-Fim.
- ——— (1983), «Sete cantigas para voar», Sabor de Mel.
- ——— (1984), «Amor eterno», Livre para Voar.
- ——— (1985), «De volta pro aconchego», Roque Santeiro.
- ——— (1989), «Imaculada», Tieta (gravação exclusiva para a novela).
- ——— (1990), «Ouro puro», Rainha da Sucata.
- ——— (1991), «Fim de jogo», Salomé.
- ——— (1991), «Felicidade urgente», Vamp.
- ——— (1992), «O que a noite faz», Pedra sobre Pedra (gravação exclusiva para a novela).
- ——— (1993), «Eu quero meu amor», Renascer.
- ——— (1994), «Coração da gente», Tropicaliente.
- ——— (1995), «Paisagem da janela», Irmãos Coragem.
- ——— (1995), «Noturna», Explode Coração (gravação exclusiva para a novela).
- ——— (1996), «Sim foi você», Salsa e Merengue.
- ——— (1997), «Ciranda da rosa vermelha», A Indomada.
- ——— (1997), «Paralelas», Por Amor.
- ——— (1998), «La vie en rose», Fascinação.
- ——— (1998), «Aroma», Meu Bem Querer.
- ——— (1999), «Casa, comida e paixão», Suave Veneno; Marcas da Paixão, 2000.
- ———; Dominguinhos (2000), «Vozes da seca», Marcas da Paixão.
- Ramalho, Elba (2001), «Entre o céu e o mar», Porto dos Milagres.
- ——— (2004), «Xamego», Começar de Novo.
- ——— (2005), «Estrada do sertão», Alma Gêmea.
- ——— (2005), «Mulher», Prova de Amor (gravação exclusiva para a novela).
- ——— (2006), «Amplidão», Páginas da Vida (gravação exclusiva para a novela).
- ———; Waldonys (2008), «Dúvidas», Os Mutantes.
- Ramalho, Elba (2009), «É só você querer», Caras & Bocas.
- ——— (2011), «Todo sentimento», A Vida da Gente' (gravação exclusiva para a novela).
- ——— (2012), «Lamento Sertanejo», Gabriela.
- ——— (2016), «Distante D'ocê», Êta Mundo Bom!.

## Cronologia da vida artística

### Discografia

#### CBS/Sony Music
- Ave de Prata, 1979.
- Capim do Vale, 1980.
- Elba, 1981.

Ariola/Barclay/Polygram/Universal

#### Ariola/Barclay/Polygram/Universal Music
- Alegria, 1982.
- Coração Brasileiro, 1983.
- Do Jeito Que a Gente Gosta, 1984.
- Fogo na Mistura, 1985.
- Remexer, 1986.
- Elba, 1987.
- Fruto, 1988.
- Popular Brasileira, 1989.
- Ao Vivo, 1990.
- Felicidade Urgente, 1991.
- Encanto, 1992.
- Devora-me, 1993.
- Paisagem, 1995.

#### BMG/Sony BMG
- Leão do Norte, 1996.
- O Grande Encontro, 1996.
- Baioque, 1997.
- O Grande Encontro 2, 1997.
- Flor da Paraíba, 1998.
- Solar, 1999.
- O Grande Encontro 3, 2000.
- Cirandeira, 2001.
- Elba Canta Luiz, 2002.
- Elba ao Vivo, 2003.
- Elba Ramalho & Dominguinhos: Baião de Dois, 2005.

#### Ramax/Atração Fonográfica
- Qual o Assunto Que Mais Lhe Interessa?, 2007

#### Biscoito Fino
- Balaio de Amor, 2009.
- Marco Zero Ao Vivo, 2010.

#### Saladesom
- Vambora lá Dançar, 2013.

#### Coqueiro Verde
- Do Meu Olhar pra Fora, 2015.
- Cordas, Gonzaga e Afins, 2015.

#### Acauã Produtora
- Eu Sou o Caminho, 2017.

#### DeckDisc
- O Ouro do Pó da Estrada, 2019.

### DVD
- O Grande Encontro 3, 2001.
- Elba ao Vivo, 2003.
- Raízes e Antenas, 2008.
- Marco Zero Ao Vivo, 2010.
- São João Carioca, 2012.
- Cordas, Gonzaga e Afins, 2015.

### Filmografia
- 2005 — Linha Direta, ela mesma (um episódio)
- 2004 — Mundo VIP, ela mesma (um episódio)
- 2002 — Viva São João!, ela mesma
- 2001 — Nelson Gonçalves (filme), ela mesma
- 1997 — Sai de Baixo, Cidamar (um episódio)
- 1997 — Mandacaru, Beata
- 1991 — Vamp (cantora de "Felicidade Urgente")
- 1990 — Lambada
- 1986 — A Ópera do Malandro (filme), Margot
- 1984 — Para Viver um Grande Amor (cantora de "A Violeira")
- 1981 — Morte e Vida Severina (TV) .... Severina
- 1980 — Prova de Fogo, Lourdes — "Santa mãe"
- 1979 — A República dos Assassinos
- 1977 — Morte e Vida Severina (filme)
- 1976 — Trem Fantasma

### Participações especiais
- 2021 — "Rainha do Luar" em Vera Cruz, álbum de Edu Falaschi

## Prêmios e indicações

### Prêmio da música brasileira
Melhor cantora (categoria regional)1989, 1991, 1993, 1995, 1996, 2001, 2003, 2004, 2010, 2011
Melhor arranjador (categoria regional)1989
Melhor música (categoria regional)1989, 2006
Melhor dupla (categoria regional)2006 (com Dominguinhos)

### Grammy Latino
Melhor Álbum de Música Regional ou de Raízes Brasileira2008, 2009, 2019, 2021 (indicada)